# 제4회 서울충무로국제영화제
제4회 서울충무로국제영화제는 2010년 9월 2일에 열린 시상식이다.

## 수상 및 후보

### 충무로 NOW
- 반드시 크게 들을 것 - 백승화
- 분홍돌고래 - 조연수
- 살인의 강 - 김대현
- 설 - 이홍재
- 애니멀 타운 - 전규환
- 영도다리 - 전수일
- 이웃집 남자 - 장동홍
- 집 나온 남자들 - 이하
- 청아 - 김정호

### 씨네 포럼
- 4월의 눈물 - 아쿠 로히미스
- 날 꼭 안아줘 - 카스파르 뭉크
- 누벨바그의 추억 - 엠마누엘 로랑
- 레오스 룸 - 엔리크 부치치오
- 멕시코 혁명, 10가지 이야기 - 마리아나 체닐로 외 3명
- 뱀파이어 로큰롤 - 롭 스테파니크
- 인생의 필수품 - 베누아 필론

### 파노라마: 스페셜
- 나쁜 가족 - 알렉시 살멘페레
- 두 명의 뒤마 - 사피 네부
- 배드 루테넌트 - 베르너 헤어조크
- 아미 오브 크라임 - 로베르 게디기앙
- 원조교제 - 엠마누엘 베르코

### 파노라마: 파노라마
- 검은 숲 - 게르트 슈타인하이머
- 매일 휴일이다 - 디마 엘-호르
- 다 괜찮을 거야 - 크리스토퍼 부
- 에이트 타임즈 업 - 자비 몰리아
- 명예 살인 - 리피카 펠함
- 버스 따라잡기 - 니콜라이 스틴
- 노스리스 - 리고베르토 페레즈카노
- 서브마리노 - 토마스 빈터베르그
- 더 맨 넥스트 도어 - 마리아노 콘 외 1명
- 셀다 211 - 다니엘 몬존
- 아무도 지켜주지 않아 - 키미즈카 료이치
- 아버지의 비밀 - 올리비에 뒤카스텔 외 1명
- 아이티의 소년들 - 알렉스 해몬드
- 10 투 11 - 펠린 에스메르
- 가족(영어판) - 페르닐레 피쉐르 크리스텐센
- 이스턴 플레이스 - 카멘 칼레프
- 바킹 워터 - 스터린 하조
- 제너럴 닐 - 리샤르드 부가이스키
- 질투 - 제키 데미르쿠부즈
- Tehroun - 나더 T. 호마윤
- 러버스 오브 헤이트 - 브라이언 포이저
- 혼돈의 봄 - 카텔 퀼레베레
- 회색 악마 - 야누시 모르겐스테른
- 힙스터 - 발레리 토도로브스키

### 씨네 아시아 인 러브
- 갱스터 록 - 조치엔
- 내 이름은 칸 - 카란 조하르
- 어느 날 - 허우 치얀
- 열혈남아 - 왕가위
- 원뢰 - 장 지아뤠이
- 중경 블루스 - 왕 샤오슈아이
- 천장지구 - 진목승
- 프로즌 - 곽자건

### 충무로 단편선
- 공기주입식 친할머니! - 텔모 에스날
- 내 연인의 가족들 - 하케스 보나벤트
- 피젼: 임파서블 - 루카스 마르텔
- 돈 필레몬의 며느리 - 가브리엘 구즈먼
- 그는 절대로 하지 않았다 - 아나르츠 수아수아
- 나를 믿어줘 - 김진영
- 엄마의 커다란 김치찌개 - 한승훈
- 사노라면 - 이병수
- 하우스 패밀리 - 오상호
- 보험금 지급액 연산법 - 한정국
- 내카메라 - 김홍완
- 이미지에 대한 작은 해부 - 올리비에 스몰더스
- 권태기 탈출법 - 질 샤르망
- 스크래치 - 야코브 뢰르비크
- 마리나 엑스퍼리먼트 - 마리나 러츠
- 마리아의 인생 - 산토스 헤비아
- 마이 슈퍼히어로 - 짐 S. 핸슨
- 토드와 토드 - 니키 린드로트 본 바르
- 행운의 숫자 - 로빈 옌센
- 요한네 할머니 - 캐서린 쿤제 외 1명
- 텍스: 뱀파이어 헌터 - 라우타로 가브리엘 곤다
- 병든 닭들의 사랑. 가난해도... - 서봉성
- 스톤 캔버스 - 메흐디 아사디
- 비전 - 제이미 후퍼
- 인도에서 온 말리 - 장재현
- 짬 - 조한솔
- 사과 - 정철
- 아름다운 연대기 - 헤수스 피멘텔 멜로
- 편히 쉬세요 - 게르드 조나스 외 1명
- 천문학자의 아들 - 사이먼 카트라이트 외 1명
- 그 후… - 최현영
- 불편한 히치하이커 - 박해오
- 메가헤비 - 페나 아마드
- 길 잃은 안내자 - 벤야민 프리덴버그
- 제21장 - 일리야 파르펠
- 도마 위에 오른 어머니 - 최수지
- 데브리스 - 김용민 외 2명
- 준코스 샤미센 - 솔로몬 프리드먼
- 투실라고 - 요나스 오델

### 크리에이터즈
- 미네, 무대 뒤의 주인공 - 발레리 미네토
- 발렌티노: 마지막 황제 - 맷 타이노어
- 안제이 바이다: 액션! - 마치예 추스케 외 3명
- 헤어조크와 드 뫼롱의 버즈 네스트 - 크리스토프 샤웁 외 1명
- 휴고 프라트, 아프리카를 가다 - 스테파노 크누첼

### 씨네 레트로: 최무룡 회고전
- 5인의 해병 - 김기덕
- 남과 북 - 김기덕
- 돌아오지 않는 해병 - 이만희
- 아빠와 함께 춤을 - 정소영
- 오발탄 - 유현목
- 젊은 그들 - 신상옥

### 씨네 레트로: 버스비 버클리 특별전
- 1933년의 황금광들 - 머빈 르로이
- 백만달러 인어 - 머빈 르로이
- 풋라이트 퍼레이드 - 로이드 베이콘
- 갱스 올 히어 - 버스비 버클리

### 씨네 레트로: 씨네 클래식
- 에이리언 - 리들리 스콧
- 에이리언 2 - 제임스 카메론
- 에이리언 3 - 데이빗 핀처
- 에이리언 4 - 장-피에르 주네
- 분홍신 - 마이클 포웰 외 1명
- 철로변 전투 - 르네 클레망